# La Bombilla
La Bombilla ist eine Küstensiedlung auf La Palma, einer der zu Spanien gehörigen Kanarischen Inseln.

## Geographie
Die Siedlung gehört überwiegend zu Tazacorte; nur ihr Süden gehört zum Gemeindeteil Puerto Naos der Stadt Los Llanos de Aridane. Statistisch wird sie allerdings Los Llanos de Aridane zugerechnet. Sie liegt im südlichen Teil von Tazacorte bzw. im südwestlichen Teil von Los Llanos de Aridane, nördlich des Ortes Puerto Naos, direkt an der Atlantikküste. Sie ist im Norden, Osten und Süden umgeben von Bananenplantagen und nur über eine Nebenstraße erreichbar, die in der Siedlung endet. Die nächstgelegene Hauptstraße ist die Piste entlang der vormaligen LP-213, die Richtung Norden über die von der Lava verschütteten Ortsteile Todoque und La Laguna zur Stadt Los Llanos und Richtung Süden zum Zentrum von Puerto Naos führt.

## Geschichte
Das Land, auf dem sich heute die Siedlung La Bombilla neben ausgedehnten Bananenplantagen (Las Hoyas) befindet, existierte vor 1949 noch nicht. Mit dem Vulkanausbruch des San Juan im Juni 1949 ergoss sich ein Lavastrom von der Westflanke der Cumbre Vieja ab etwa 1300 msnm bis in den Atlantik und bildete dort eine große Lavaplattform im Meer.
„La bombilla“ bedeutet „die Glühbirne“, was der Siedlung aufgrund des dortigen Leuchtfeuers den Namen gab. Das erste Leuchtfeuer wurde bereits errichtet, bevor ein kleines Fischerdorf entstand, das im Laufe der Zeit bis zu 200 Häuser zählte. Die Häuser, die jedoch größtenteils ohne Baugenehmigung errichtet wurden, wurden sowohl von den ansässigen Fischern als auch von anderen Inselbewohnern als ständiger Wohnsitz oder als Wochenendhäuser genutzt. Auf der Grundlage des Küstenschutzgesetzes war es geplant, die Häuser abzureißen. Anders als die nördlich gelegene Siedlung an der Playa Nueva, die zwischen 2004 und 2007 geschliffen wurde, blieb La Bombilla nach Protesten und Einsprüchen gegen die Umsetzung des Gesetzes bestehen. Die Siedlung ist inzwischen angeblich nicht mehr dauerhaft bewohnt. Die wenigen Fischer, deren Boote noch in La Bombilla liegen, wohnen zumeist im nahen Puerto Naos. Die übrig gebliebenen Häuser dienen weiterhin als Wochenendhäuser oder werden an Touristen vermietet. Ihr Status ist „illegal“, aber „geduldet“. Die betonierte Slipanlage für die Fischerboote wird heute mehr als Badestelle als von den Fischern genutzt. Seit dem Vulkanausbruch 2021 ist die Siedlung allerdings aufgrund der auftretenden Gasbelastungen nicht frei zugänglich.

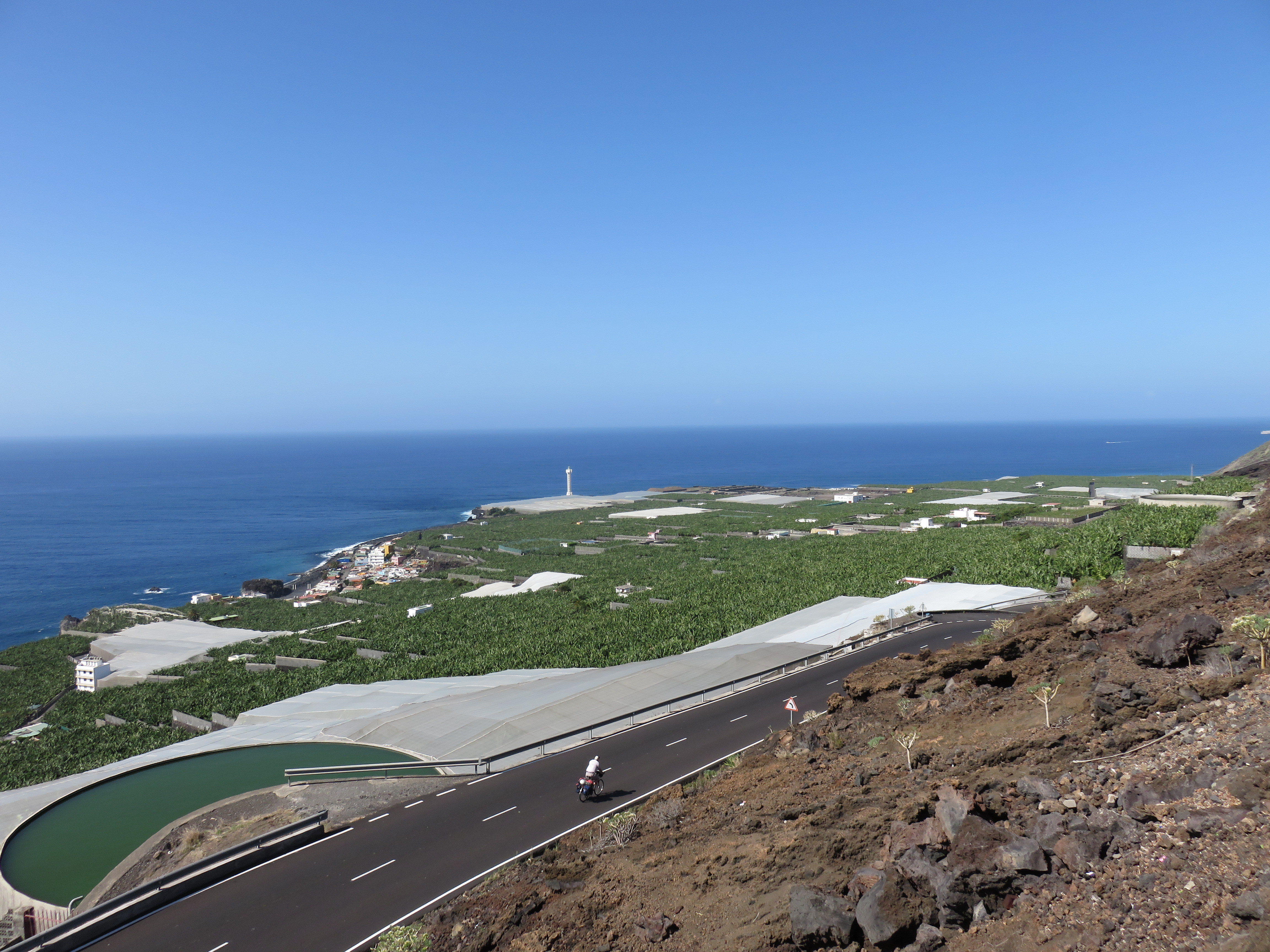
Las Hoyas, La Bombilla (links) und Leuchtturm (Bildmitte)

## Umgebung
Das Land nördlich der Siedlung gehört zum Gemeindeteil La Costa der Gemeinde Tazacorte ebenso wie der Leuchtturm (Faro de Punta Lava, Baujahr 1993) und die vormalige Playa Nueva (auch genannt: Playa de Los Guirres), ein ausgedehnter Badestrand mit einer weitläufigen Seepromenade, der 2021 von der Lava verschüttet wurde.

## Örtliche Fiesta
Zu Ehren der örtlich verehrten Virgen del Carmen wird jedes Jahr in der zweiten Augusthälfte ein Dorffest (Fiesta) mit Tanz und anderen kulturellen Aktivitäten abgehalten.